# 兵庫青年師範学校
| 兵庫青年師範学校 （兵庫青師） | 兵庫青年師範学校 （兵庫青師） |
| ----------------------------- | ----------------------------- |
| 創立                          | 1944年                        |
| 所在地                        | 兵庫県平岡村 （現・加古川市） |
| 初代校長                      | 石田彰                        |
| 廃止                          | 1951年                        |
| 後身校                        | 神戸大学教育学部              |
| 同窓会                        | 神戸大学紫陽会                |

兵庫青年師範学校（ひょうごせいねんしはんがっこう）は、1944年（昭和19年）に設立された青年師範学校である。

## 概要
- 1919年（大正8年）設立の兵庫県立農学校（現・兵庫県立農業高等学校）甲種別科を起源とする。
- 1944年、兵庫県立青年学校教員養成所（1935年設立）の国への移管により兵庫青年師範学校となった。
- 第二次世界大戦後の学制改革により、新制神戸大学教育学部（現・国際人間科学部）の母体の一つとなった。
- 同窓会は 「緑友会」 と称したが、1981年に 「神戸大学教育学部同窓会」（現 「神戸大学紫陽会」）に合流した[1]。紫陽会は旧制（兵庫青師・兵庫師範）・新制（教育学部・発達科学部）合同の会となっている。

## 沿革
- 1919年4月：兵庫県立農学校甲種別科として設立（明石郡明石町、現・明石市）。
- 1922年4月：加古郡平岡村新在家（現・加古川市）に移転。
- 1923年4月：兵庫県立農業補習学校教員養成所となる。
- 1935年4月：兵庫県立青年学校教員養成所となる（2年制）。
- 1940年11月：農学校西隣（横蔵寺山）に独立校舎完成。
- 1941年4月：女子部を設置。
- 1944年4月：官立移管され、兵庫青年師範学校設立。
  - 本科3年制。男子部（農業科・水産科）[2]・女子部を設置。
- 1949年4月：姫路市野里町の旧陸軍野砲隊兵舎跡に移転。
- 1949年5月：新制神戸大学教育学部に包括される。
  - 校地は城北分校（1951年3月廃止）となった。
- 1951年3月：神戸大学兵庫青年師範学校（旧制）、廃止。

## 歴代校長
兵庫県立青年学校教員養成所（前身諸校を含む）
- 所長：中谷一昌（1923年- ）
- 所長：柘植六郎（1925年- ）
- 所長：今村省三（1930年- ）
- 所長：石田彰（1936年-1944年）

官立兵庫青年師範学校
- 校長：石田彰（1944年4月-1945年11月）
- 校長：三宅義一（1945年11月24日[3] - ）

## 校地の変遷と継承
前身の兵庫県立青年学校教員養成所から引き継いだ加古郡平岡村新在家（現・加古川市平岡町新在家）の校地で発足した。同校地は狭隘となったため、1947年頃 大学昇格の機運に乗じて校地の移転・拡張が計画され、1949年4月、姫路市野里町（現・峰南町。城北校地）の旧陸軍野砲隊兵舎跡に移転した。城北校地は後身の新制神戸大学教育学部に引き継がれて城北分校となり、旧制兵庫青師の全在校生が卒業する1951年3月まで使用された。旧城北校地一帯は警察予備隊（現・陸上自衛隊）に引き渡され、姫路駐屯地となっている。

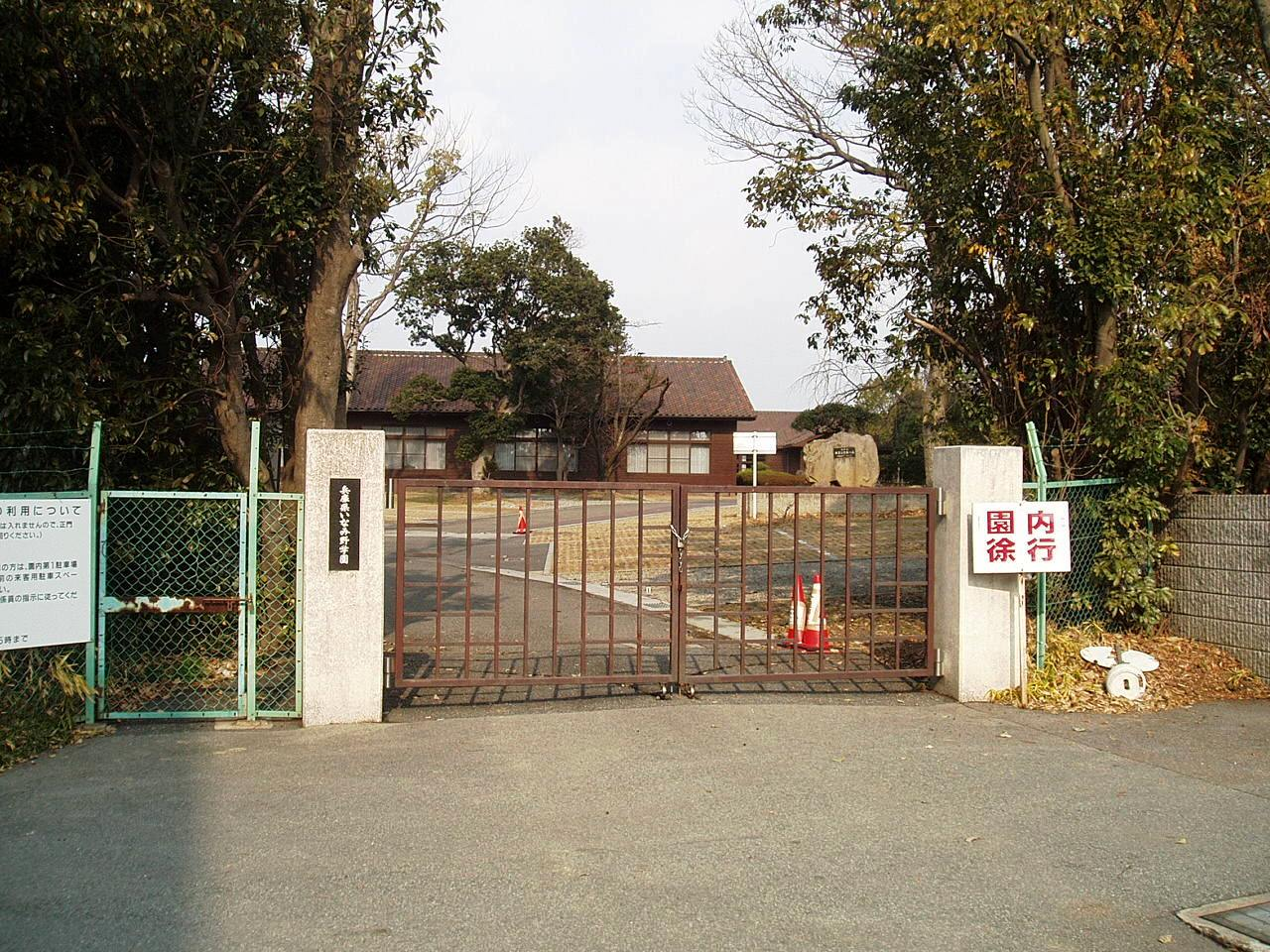
加古川校地跡地、兵庫県いなみ野学園西門

加古川の旧校地は1951年-1957年に兵庫農業短期大学の校地として使用された後、兵庫農科大学の加古川農場（第1農場 / 横蔵農場）となった。兵庫農大の国立移管に伴い、1969年3月末で加古川農場は廃止された。跡地は兵庫県いなみ野学園（高齢者大学）の校地となっている。

## 参考書籍
- 神戸大学教育学部五十年史編集委員会（編） 『神戸大学教育学部五十年史』 神戸大学紫陽会、2000年11月。
- 神戸大学教育学部沿革史編集委員会（編） 『神戸大学教育学部沿革史』 神戸大学教育学部、1971年3月。
- 神戸大学百年史編纂委員会 『神戸大学百年史』 通史Ⅰ 前身校史、2002年。
- 兵庫青年師範学校同窓会 「緑友会」（編） 『兵庫青年師範学校』、1997年4月。
- 福智盛 『老人大学のMECCA いなみ野学園 - 誕生と歩み』 ミネルヴァ書房 OP叢書、1990年8月、ISBN 4-623-02021-5。
- 兵庫農科大学史編纂委員会（編） 『兵庫農科大学史』 兵庫農科大学史編纂委員会、1969年3月。